# Thyrestra hyalophora
Thyrestra hyalophora là một loài bướm đêm trong họ Noctuidae.